# Jessica Jerome
Jessica Jerome, ameriška smučarska skakalka, * 8. februar 1987, Jacksonville, Florida, ZDA.
Skakati je začela pri 7. letih leta 1994. Leta 2001 je postala olimpijska prvakinja na mladinskih olimpijskih igrah. Je 3-kratna ameriška državna prvakinja (2002, 2003 in 2005). V skupnem seštevku kontinentalnega pokala v sezoni 2005/06 je sezono končala na 3. mestu, za Norvežanko Anette Sagen in rojakinjo Lindsey Van. Leta 2014 je nastopila na prvi tekmi za ženske v smučarskih skokih v zgodovini olimpijskih iger na srednji skakalnici in osvojila deseto mesto.
Jessica Jerome nastopa na smučeh znamke Elan.

## Zanimivosti
Njen oče je videl spektakularen padec Slovenca Vinka Bogataja iz leta 1970 in bil odločen, da nobeden izmed njegovih otrok ne bo stopil na skakalne smuči. Nato je imela Jessica nekaj let kasneje na svoji šoli predstavitev skakanja in bil šokiran, ko mu je Jessica povedala, da se je odločila trenirati prav ta šport.